# Malek Bensmaïl
Malek Bensmaïl  (ALA-LC: malik bin 'iismaeil; en árabe: مالك بن اسماعيل‎‎; Constantina, Argelia, 1 de junio de 1966 (58 años)) es un realizador, documentalista, guionista, escritor, y productor argelino.

## Biografía
A una edad muy temprana, realizó pruebas en super 8; y, ganó el primer Premio Nacional de Cine Amateur en Argelia. Después de estudiar cine en París, seguido de una pasantía en los estudios de Lenfilm en San Petersburgo, dedica su filmografía a la creación de documentales, totalmente comprometida con su país. Dibuja a través de sus películas los contornos de una humanidad compleja: democracia, modernidad-tradición, lenguaje, identidad, sociedad. Un deseo de grabar la memoria contemporánea y hacer del documental un tema de democracia y reflexión.
En 1996, Territoire(s) estrena un ensayo documental sobre la violencia arcaica en Argelia y el mundo árabe y la violencia posmoderna en Occidente. Entre la creación en video y de documentales, la película gana prestigiosos premios internacionales como el Loupbar, premio del mejor descubrimiento documental en el Festival del nuevo cine en Montreal o el Premio de Televisión en Avança / Porto. Territoire(s) se proyecta en todo el mundo. El mismo año, para Canal +, hizo un cortometraje entre ficción y documental, que cuenta la autocrítica de los espectadores respecto a la televisión única: Serie de TV argelina; también realiza un programa de culto  Culture Pub en Argelia.
El año 1998, está dedicado a la música; y, Malek Bensmaïl pinta un retrato en su película Décibled de cinco músicos argelinos, transcure en el exilio detrás del árbol raï que esconde el bosque. Resistencia, música y política con Gnawa y Amazigh Kateb, Djamel Benyelles, Markunda, Aurès, el Diwan de Bechar y Malik.
En 1999, codirigió una película histórica sobre Mohammed Boudiaf, el presidente argelino que fue asesinado seis meses después de su regreso del exilio durante 30 años. Boudiaf, una esperanza asesinada es una película que también fue desprogramada por Arte y reprogramada unos meses después, para no obstaculizar las elecciones presidenciales argelinas de 1999.
En 2000, Des vacances malgré tout (Vacaciones a pesar de todo) es un éxito y ganó algunos premios, incluido el Premio de Patrimonio en el Festival du Cinéma du réel. Durante 20 años, Kader, emigrante argelino en Francia, ha construido por su hermano, una casa en su pueblo natal, no lejos de Argel. Por primera vez, la familia pasará las vacaciones de verano en esta casa ... Una comedia documental.
En 2001, dirigió un cortometraje de ficción Dêmokratia. transmitido por Arte con el comediante Louis Beyler, una película formal, adaptación muy libre de Un dolor para vivir de Mimouni, una fábula sobre la maquinaria de la dictadura y el poder absoluto.
Para purificarse de todos los males de su país, realiza Placeres del agua, los baños de este mundo flotante en 2002, una película sobre el informe del Homme avec les bains (Hombre con los baños). La oportunidad que inexorablemente traerá cuatro personajes alrededor del mundo cuyas vidas estarán unidas por la pasión del agua y los baños.
En 2003, codirigió con el periodista Thierry Leclere Argelia (s), Año sangriento de Argelia' ', una película documental de investigación en dos partes; que ilumina y muestra a través de archivos y entrevistas inéditas de personalidades del gobierno, el ejército, los islamistas, la sociedad civil, el descenso al infierno del pueblo argelino; y, disecciona los males que han propinado al país el terror.
Esta película "Algeria (s)" en dos episodios, es publicada por Editions Montparnasse.
En 2005, el filme Le Grand Jeu (El Gran Juego), sobre la campaña presidencial argelina de 2004, que reeligió a Abdelaziz Bouteflika por el 85%. La película está prohibida de ser emitida; censurada hasta el momento en Francia y en Argelia. Se organizó un importante debate sobre esta censura y los vínculos políticos entre Argelia y Francia en la SCAM con Le Canard Enchaîné.
En 2004, rinde homenaje a su padre, uno de los fundadores de la [psiquiatría] argelina, al interpretar Aliénations, una película filmada cerca de los enfermos mentales y sus familias. La película fue un éxito internacional; y, ganó prestigiosos premios internacionales como el Grand Prix des Libraries en el Festival du Cinéma du Réel en París, el Grand Prix de documental en la Bienal de Cines Árabes en París o el Magnolia Award al Mejor Documental en el Festival Shangha International y recibe el Premio Especial del Jurado en el Festival Panafricano de Cine y Televisión de Uagadugú (Fespaco).
En 2008, dirige La Chine est encore loin (China todavía está lejos), un largometraje documental cinematográfico. Es una crónica de una infancia en una aldea de Aurès, "cuna de la revolución argelina", e intenta comprender los intereses del nacionalismo y el fundamentalismo a través del prisma de la transmisión del conocimiento, en el cincuentenario de la independencia.
En 2010, él firma por la caja infrarroja de France 2 un documental Guerres secrètes du FLN en France, una película de referencia sobre las estrategias del FLN, el segundo frente en Francia y la guerra fratricida entre FLN y MNA. Una perspectiva histórica sobre una historia desconocida.
En febrero de 2012, el Ina editaría un cofre de DVD reagrupando películas recientes, bajo el título Malek Bensmaïl, una mirada sobre la Argelia hoy. La codirigió con M. Colonna como un documental para France 3 y RTBF, sobre el año de la independencia de Argelia : 1962, de l'Algérie française à l'Algérie algérienne (1962, de la Argelia francesa a la Argelia argelina).
En 2013, dirige Ulysse, le brûleur de frontières et la mer blanche du milieu (Ulises, el quemador de la frontera y el mar blanco de los medios) para la exposición inaugural Méditerannées/ Marsella, Capital cultural de la Europa 2013 (comisaria cultural de la exposición : Yolande Bacot). Una película en forma de un viaje que dibuja un retrato del nuevo orden económico, político y social de la cuenca mediterránea.
En 2015, dirige para el cine Contre-pouvoirs (Contra-Poderes). Una inmersión al seno del equipo editorial de 'El Watan' en Argel durante las últimas elecciones presidenciales.

## Filmografía
- 2015 Contre-Pouvoirs (Contra-Poderes). LM CINÉMA 97 min ; Una inmersión al seno del equipo editorial de El Watan durante las últimas elecciones presidenciales. Sortie cinéma 2016.[2]

- 2013 Ulysse, le brûleur de frontières et la mer blanche du milieu. 10x6' y 1x 60 min película / instalación hecha para la exposición inaugural Méditerrannées, Marsella, Capital cultural de la Europa.

- 2012 1962, de l'Algérie Française à l'Algérie algérienne. 2x60 min, codirigido con M. Colonna por France 3 y la RTBF.

- 2010 Guerres secrètes du FLN en France (Guerras secretas del FLN en Francia) documental de 70 min para el caso infrarrojo de Francia 2. El segundo frente llevado en Francia y la guerra fratricida entre los Frente de Liberación Nacional (FLN) y el Movimiento Nacional argelino (MNA).[9]

- 2008 La Chine est encore loin (China todavía está lejos) -LM CINÉMA 120 min- crónica de la vida de un villorio de Aurès, "cuna de la revolución", cincuentenario de la independencia. Sortie Cinéma 2010

- 2005 Le Grand Jeu -LM Doc 90 min- Una campaña presidencial a través del prisma de un "oponente", luego Secretario General de la FLN.

- 2004 Aliénations (Alienaciones) - LM CINÉMA 105 min - El servicio de psiquiatría de Constantina. Sortie cinéma 2005

- 2003 Algérie(s) - Documental 2 x 80 min- La sangrienta década en dos partes.

- 2002 Plaisirs d’eau, les bains de ce monde flottant– LM Doc 76 min- A través de cuatro historias personales, una inmersión en los baños del mundo.

- 2001 Dêmokratia - cortometraje FICTION 20 min- Una fábula sobre la dictadura y el poder absoluto.

- 2000 Des vacances malgré tout- LM documental 68 min- Una familia emigrada en vacaciones en el país por un verano.

- 1999 Boudiaf, un espoir assassiné - documental 60 min– Codirector N. Zuric. Los 6 meses de un presidente, exiliado de su país durante 30 años, antes de su asesinato.

- 1998 Décibled - documental 52 min– La nueva escena musical argelina en fusión. Con Markunda Aurès, le Diwan de Béchar, Gnawa Diffusion, Djam y Famm y Malik.

- 1997 Algerian TV Show- cortometraje FICTION/DOC 13 min por Canal+. Humor, parodia y burla de los argelinos hacia su única televisión.

- 1996 Territoire(s) -Ensayo documental 28 min– un ensayo sobre la violencia sufrida por los argelinos; y, la violencia posmoderna en occidente.

## Honores

### Galardones
- 2009, es laureado de la Villa Kujoyama en Kioto (Villa Médicis de Asia).

## Otras lecturas
- Higbee (2015).  Josef Gugler (ed.), Diez árabe Filmmakers: Político Disentir y Crítica Social, Indiana Prensa Universitaria, ed. "Merzak Allouache: (Self)Censura, Crítica Social, y los Límites de Compromiso Político en Cine argelino Contemporáneo". p. 188-212. ISBN 978-0-253-01644-7.